# Стеблов Євген Юрійович
Євген Юрійович Стеблов (* 8 грудня 1945, Москва, РРФСР) — радянський і російський актор театру та кіно. Народний артист Російської Федерації (1993).

## Біографія
Закінчив міні (1966). Працював у театрах Москви. Знявся в кінокартинах: «Я крокую по Москві» (1964, Саша Шаталов), «До побачення, хлопчики» (1964, Володя Бєлов), «Вас викликає Таймир» (1970), «Раба любові» (1976, Канін), «За сімейними обставинами» (1977), «Пригоди Шерлока Холмса і доктора Ватсона: Собака Баскервілів» (1981), «Культпохід у театр» (1983, письменник) та ін., в українських фільмах: «Каталажка» (1990), «Наліт» (1993). Також озвучував мультфільми.
Кавалер Ордена Пошани (1998). Кавалер Ордена «За заслуги перед Вітчизною» IV ступені (2006).

## Громадська діяльність
У березні 2014 року підписав листа на підтримку політики президента Росії Володимира Путіна щодо російської військової інтервенції в Україну.
Фігурант бази даних центру «Миротворець».